# Enrique Saura
Enrique Saura Gil (Onda, 2 agosto 1954) è un ex calciatore spagnolo, di ruolo attaccante.

## Carriera

### Club
Iniziò nelle giovanili del Castellón. Nel 1975 passò al Valencia CF, dove militò per la maggior parte della sua carriera. Con la squadra valenciana vinse nel 1979 una Coppa del Re e nel 1980 la Coppa delle Coppe e la Supercoppa europea.
Nel 1985 ritornò al Castellón, e tre anni dopo passò al C.D. Onda, dove terminò di giocare nel 1992.

### Nazionale
Con la Spagna giocò dal 1978 al 1982 23 partite impreziosite da 4 reti. Debuttò il 4 novembre 1978 a Parigi contro la Francia
Con le furie rosse disputò le Olimpiadi di Montreal 1976 e il campionato del mondo 1982, dove segnò anche la rete vincente nel 2-1 contro la Jugoslavia nella seconda partita della prima fase a gironi.

## Palmarès

### Club

#### Competizioni nazionali
- Coppa di Spagna: 1

Valencia: 1978-1979

#### Competizioni internazionali
- Coppa delle Coppe: 1

Valencia: 1979-1980
- Supercoppa UEFA: 1

Valencia: 1980